# نووو سلو (ترگوویشته)
نووو سلو (به صربی: Novo Selo) یک منطقهٔ مسکونی در صربستان است که در ترگوویشته واقع شده‌است. نووو سلو ۱۴۵ نفر جمعیت دارد.